# Mr. Trance
Mr.Trance es una serie de televisión animada colombo-española, creada por Valerio Veneras y producida por El Recreo Studio y distribuida por AWOL Animation para Señal Colombia, basada en el programa radial de la Radio 3 (RNE) La hora trance (2002) y en el libro de relatos Historias del Sr. Trance (Editorial Casariego, 2005). Es emitida a nivel internacional por los canales Cartoon Network (América Latina), Señal Colombia (Colombia), Canal IPe (Perú) y Novasur (Chile).

## Sinopsis
Mr. Trance es un "puercoespín estilizado" vestido con traje morado que utiliza su imaginación para salir airoso de sus problemas cotidianos, en compañía de su mamá, su novia y su perro salchicha "Byron".

## Episodios

### Temporada 1
| N.º en serie | N.º en temp. | Título                        | Dirigido por | Escrito por |
| ------------ | ------------ | ----------------------------- | ------------ | ----------- |
| 1            | 1            | «Crisis»                      | —            | —           |
| 2            | 2            | «Redecora tu vida»            | —            | —           |
| 3            | 3            | «Estrés»                      | —            | —           |
| 4            | 4            | «Amor de Madre»               | —            | —           |
| 5            | 5            | «Cuerpo ideal»                | —            | —           |
| 6            | 6            | «Redes sociales»              | —            | —           |
| 7            | 7            | «Low cost»                    | —            | —           |
| 8            | 8            | «Síndrome de Peter Pan»       | —            | —           |
| 9            | 9            | «Niñera Trance»               | —            | —           |
| 10           | 10           | «Teleoperadora»               | —            | —           |
| 11           | 11           | «Tupper Trance»               | —            | —           |
| 12           | 12           | «La Comunidad»                | —            | —           |
| 13           | 13           | «Amor Trance (Primera Parte)» | —            | —           |
| 14           | 14           | «Amor Trance (Segunda Parte)» | —            | —           |
| 15           | 15           | «Verde mon amour»             | —            | —           |
| 16           | 16           | «Un nuevo miembro»            | —            | —           |
| 17           | 17           | «Fama Trance»                 | —            | —           |
| 18           | 18           | «Homeopatía Trance»           | —            | —           |
| 19           | 19           | «Radio Trance»                | —            | —           |
| 20           | 20           | «Hogar, dulce hogar»          | —            | —           |
| 21           | 21           | «Nadie es eterno»             | —            | —           |
| 22           | 22           | «Celestino Trance»            | —            | —           |
| 23           | 23           | «Goteras»                     | —            | —           |
| 24           | 24           | «Sharp Food»                  | —            | —           |
| 25           | 25           | «Los visitantes»              | —            | —           |
| 26           | 26           | «Adivina quien viene»         | —            | —           |

### Temporada 2
| N.º en serie | N.º en temp. | Título                       | Dirigido por | Escrito por |
| ------------ | ------------ | ---------------------------- | ------------ | ----------- |
| 27           | 1            | «Meditación Trance»          | —            | —           |
| 28           | 2            | «Fitness Trance»             | —            | —           |
| 29           | 3            | «Hechizo Trance»             | —            | —           |
| 30           | 4            | «Byron y la pulga»           | —            | —           |
| 31           | 5            | «Revolución Trance»          | —            | —           |
| 32           | 6            | «Rehab»                      | —            | —           |
| 33           | 7            | «Viaje al centro de la T.V.» | —            | —           |
| 34           | 8            | «Rockstar Trance»            | —            | —           |
| 35           | 9            | «El doble»                   | —            | —           |
| 36           | 10           | «Save Mama Trance festival»  | —            | —           |
| 37           | 11           | «Trancenator»                | —            | —           |
| 38           | 12           | «Estrella de fútbol»         | —            | —           |
| 39           | 13           | «Acampada Trance»            | —            | —           |

### Temporada 3
| N.º en serie | N.º en temp. | Título                                 | Dirigido por | Escrito por |
| ------------ | ------------ | -------------------------------------- | ------------ | ----------- |
| 40           | 1            | «Burocracia Trance»                    | —            | —           |
| 41           | 2            | «Vacaciones con Mamá Trance»           | —            | —           |
| 42           | 3            | «Impuesto al Sol»                      | —            | —           |
| 43           | 4            | «Cura campestre»                       | —            | —           |
| 44           | 5            | «Trance Floyd»                         | —            | —           |
| 45           | 6            | «Maestro Trance (Especial)»            | —            | —           |
| 46           | 7            | «Cumpleaños de Trance (Primera Parte)» | —            | —           |
| 47           | 8            | «Cumpleaños de Trance (Segunda Parte)» | —            | —           |
| 48           | 9            | «Todo lo que necesitas es amor»        | —            | —           |
| 49           | 10           | «La hora del té»                       | —            | —           |
| 50           | 11           | «Sugar Free»                           | —            | —           |
| 51           | 12           | «Terapia Trance»                       | —            | —           |
| 52           | 13           | «Solución Poética»                     | —            | —           |

## Emisión
La serie se estrenó en el canal Señal Colombia el 13 de septiembre de 2013, exclusivamente para Colombia.
Cartoon Network (Latinoamérica) adquirió los derechos internacionales de la primera temporada de la serie y se estrenó el 5 de octubre de 2015 para toda América Latina como parte de su estrategia "Sabor Local", que consistía en transmitir contenido realizado en el continente para la audiencia del canal.
También se estrenó en el Canal Ipe de Perú y Novasur de Chile.
La tercera temporada se estrenó el 15 de abril de 2019.

## Premios y nominaciones
| Año  | Premios                        | Categoría                         | Nominados                                | Resultado | Ref.   |
| ---- | ------------------------------ | --------------------------------- | ---------------------------------------- | --------- | ------ |
| 2015 | Premios India Catalina         | Mejor programa infantil o juvenil |                                          | Ganador   | [ 7 ]  |
| 2015 | Premios India Catalina         | Mejor música original             | Esteman, Santiago Condomí, Pablo Parser. | Nominado  | [ 7 ]  |
| 2015 | Grammy Latinos                 | Mejor Álbum Infantil              | Esteman, Santiago Condomí, Pablo Parser. | Nominado  | [ 8 ]  |
| 2016 | International Emmy Kids Awards | Kids: Animation                   |                                          | Nominado  | [ 9 ]  |
| 2017 | Premios India Catalina         | Mejor programa juvenil            |                                          | Nominado  | [ 10 ] |